# Шапочка Гарибальди

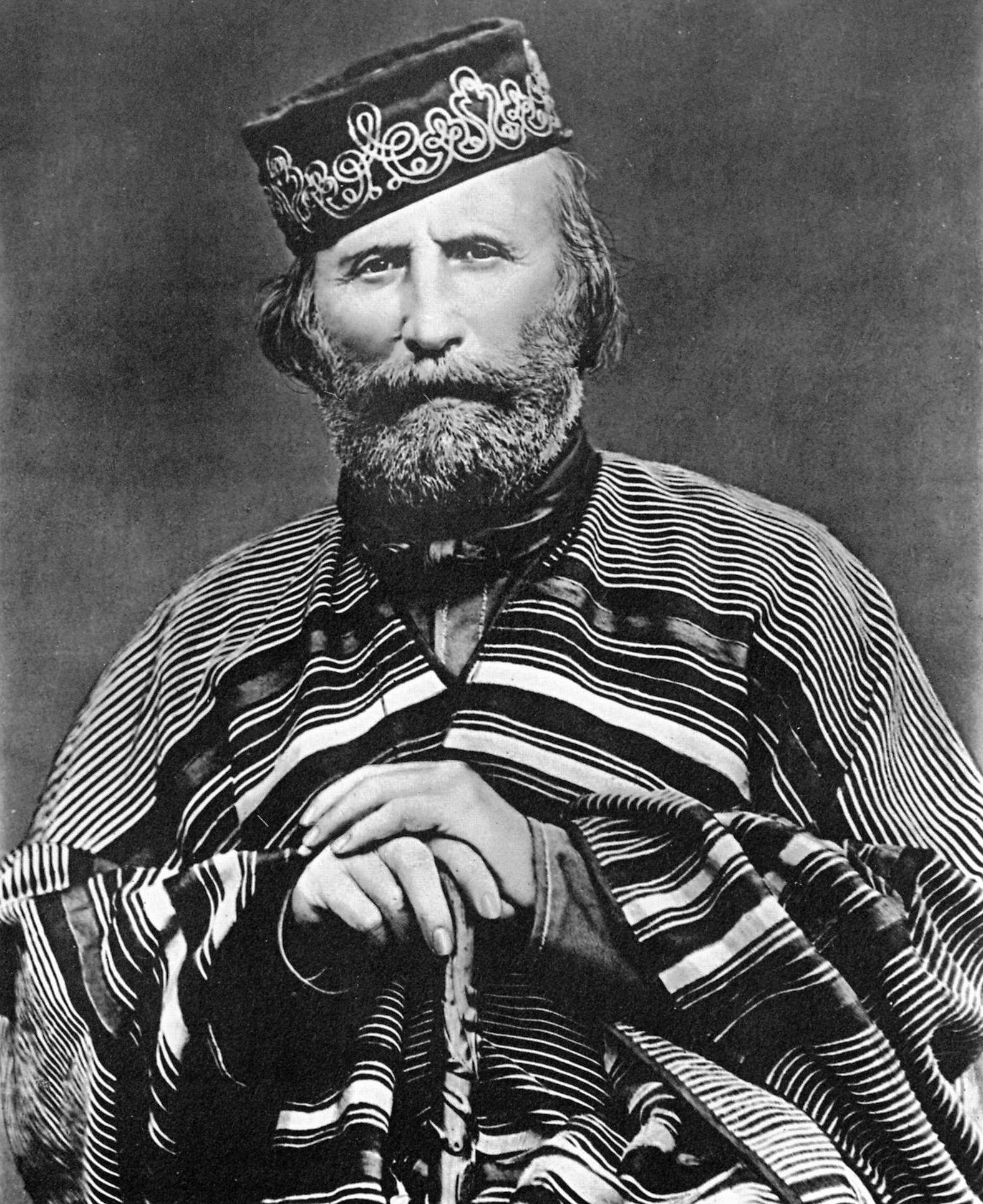
Джузеппе Гарибальди. 1866

Шапочка Гарибальди (гарибальдийская шапочка) — мужской и женский головной убор, вошедший в моду в Европе в 1860—1870 годах благодаря национальному герою Италии, борцу за независимость страны Джузеппе Гарибальди, которому сочувствовали либеральные круги Европы и России. Изначально предмет итальянского национального костюма, шапочка Гарибальди представляет собой небольшую круглую шапочку без полей, отделанную цветной тесьмой, её носили как господа, так и дамы. В Париже шапочку Гарибальди ввёл в обиход знаменитый модельер Ч. Ф. Уорт. Другой предмет одежды, названный в честь Гарибальди, — женская блуза гарибальдийка. Британский искусствовед Стивен Гандл приводит Гарибальди в качестве одного из первых примеров гламура в политике: его экзотические костюмы вкупе с его эффектной внешностью воздействовали через чувственность и оказывали огромное влияние на публику.
Строки «Божественно твоё чело / под красной шапкой Гарибальди» сохранились в черновиках Н. С. Гумилёва. Т. Ю. Табидзе в 1927 году заканчивает стихотворение «Шапка Гарибальди», повествующее об аннексии Батуми турками в 1918 году, призывом: «Пусть тебя навек привяжет к долгу / Пламень шапочки гарибальдийской!»